# Cuy
Cuy je plemeno morčete domácího vyznačující se velkým vzrůstem.
Cuy morče v dospělosti dosahuje průměrné váhy 2 až 3 kg, zatímco klasické morče má průměrnou váhu v dospělosti okolo 1,2 až 1,5 kg. Dalším rozdílem je i počet prstů. Zatímco klasické morče má na předních tlapkách 4 prsty a na zadních 3 prsty, tak morče obří má vlivem genetické mutace růstu prstů více, obvykle okolo šesti, ale i více. Polyadaktylie (mnohoprstost) je genetická chyba, která někdy provází Cuy morčata; jsou to prsty navíc, zcela vyvinuté a plně funkční – vyskytují se u předních i zadních nohou.
Objevuje se i atavismus – paspárky, prsty bez kosti s drápkem, mohou odpadnout samy v raném věku zvířete, ale pokud ne, doporučuje se je nechat odstranit kvůli možnému poranění způsobeném zatržením či odtrhnutím. Polyadaktylie či atavismus je vada, která v Čechách v chovu, k registraci ani na výstavách nevadí.
Při chovu je nutné dát velký pozor, aby nedošlo ke zkřížení normálního morčete s Cuy, neboť kvůli velikosti mláďat by u normální samice mohly při porodu nastat komplikace s až fatálními následky.

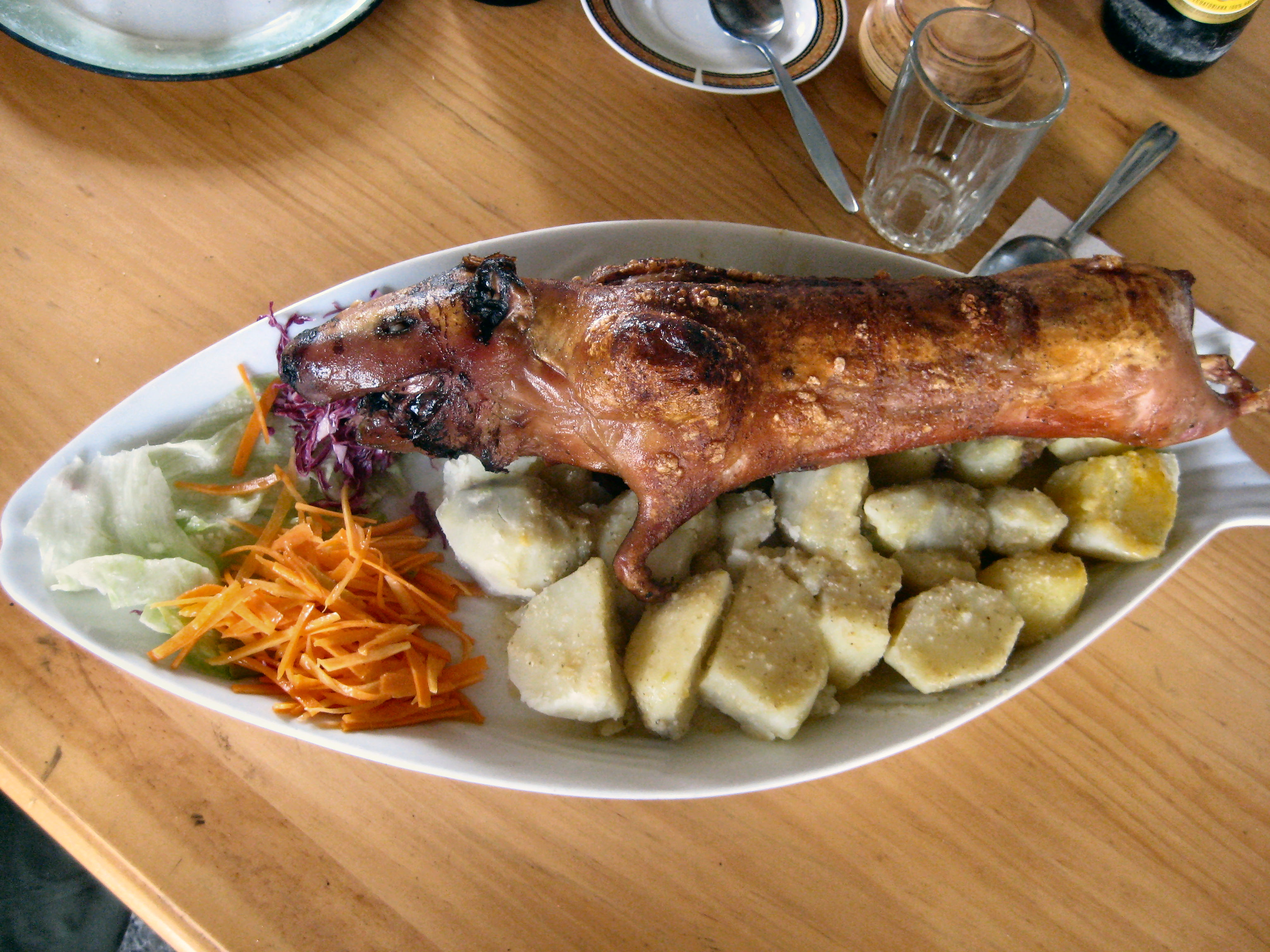
Opékané morče cuy

## Původ
Pochází z Jižní Ameriky do Evropy byli první Cuy přivezeni jako exotičtí mazlíci v 80. letech. V Jižní Americe se chovají hlavně na maso. V oblasti And (Peru, Ekvádor a Bolívie) kde je chudá země, není možný chov velkých hospodářských zvířat a maso na jídelníčku zdejších indiánských obyvatel najdete jenom při svátečních událostech. Bývá jím právě morče cuy, které se po porážce a vykuchání opéká vcelku na rožni i s hlavou a tlapkami. Venkované chovají cuy morčata na dvorku nebo přímo v obydlí, slouží také jako hlídači, protože na cizí lidi reagují kvičením a úprkem a jejich trus se používá ke hnojení. Cuy morčata se také používají v Peru jako platidlo a novomanželé je dostávají jako velmi cenné věno. Své místo mají i při některýh obřadech, a dokonce i při léčení některých nemocí. Morčata plemene cuy zobrazuje již keramika staré indiánské civilizace Močiků z prvních staletí našeho letopočtu na pobřeží severního a středního Peru.

## Péče
Strava je stejná jako u klasického morčete, avšak porce jsou vyšší, zjednodušeně řečeno, když cuy morče váží dvakrát více než klasické morče, tak toho sní a vypije více, porce jsou spíše podobné množstvím jako u králíka. Nesmí se překrmovat a dávat morčeti krmení způsobující nadváhu (obilí). Jinak hrozí obezita a selhání srdce.
Kvůli rozměrům těla a potřebě pohybu se doporučuje i více prostoru, takže je vhodnější klec na králíky, obvykle chovatelé doporučují na jedno cuy morče klec velkou minimálně 140 x 60 cm. Ovšem platí čím větší klec tím lépe, a protože cuy morče je společenské, dvě morčata potřebují minimálně 200 x 80 cm.
Cuy není jako domácí mazlíček tak rozšířené jako klasické morče. Jsou také různé druhy cuy morčat, například s krátkou (rex, crested, hladké, rozeta) či dlouhou srstí (coronet, peruánec, sheltie), také jsou různé barevné kombinace.